# Apina
Apina es un  género monotípico de lepidópteros de la familia Noctuidae. Su única especie: Apina callisto - "pasture day moth" (Angas, 1847), como su nombre común indica, es activa durante el día, lo que lo  diferencia de la mayoría de las otras especies de la familia Noctuidae. Se encuentra en la mayoría de las zonas del sur de Australia, desde Queensland a Tasmania.

## Descripción
Apina callisto deposita sus huevos en los pastos, donde nacen después de las fuertes lluvias de la primavera. Cuando las larvas alcanzan su madurez, miden unos 60 mm, que descienden a madrigueras antes de convertirse en pupas. Tienen una coloración llamativa, con dos rayas amarillas que recorren su dorso negro moteada, intercaladas con manchas azules. Sus cuerpos están cubiertos de espinas blancas. Se alimentan de diversas plantas herbáceas, forbias (ver lista abajo).
Las alas de los adultos son de color negro con toques castaños y  marcas crema, con una envergadura de aproximadamente 50 mm. Su tórax es de color negro y el abdomen es de color naranja rodeado de negro.

## Plantas de las que se alimenta
- Arctotheca
- Erodium
- Lepidium
- Malva
- Modiola
- Plantago
- Poaceae - Hierbas (incluida Paspalum)
- Rumex
- Salvia
- Sonchus
- Trifolium

## Galería

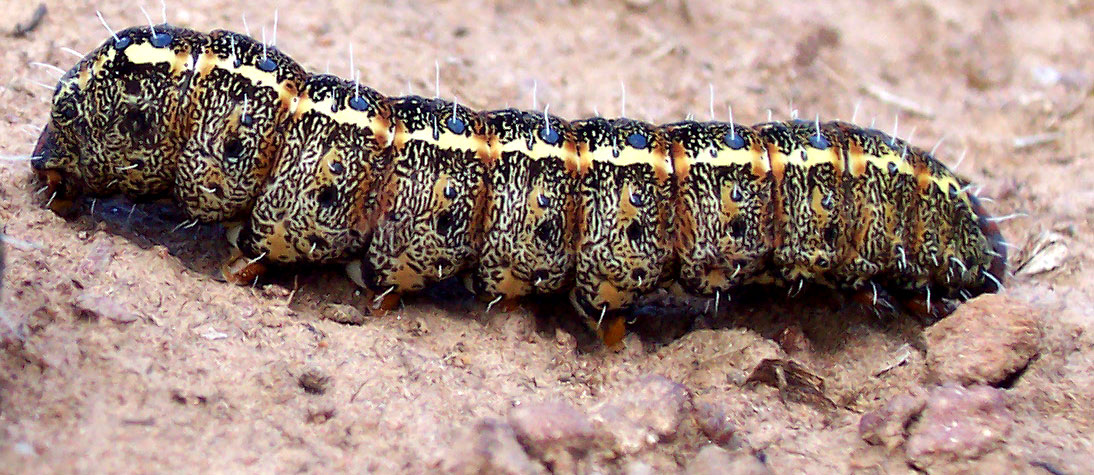
Oruga
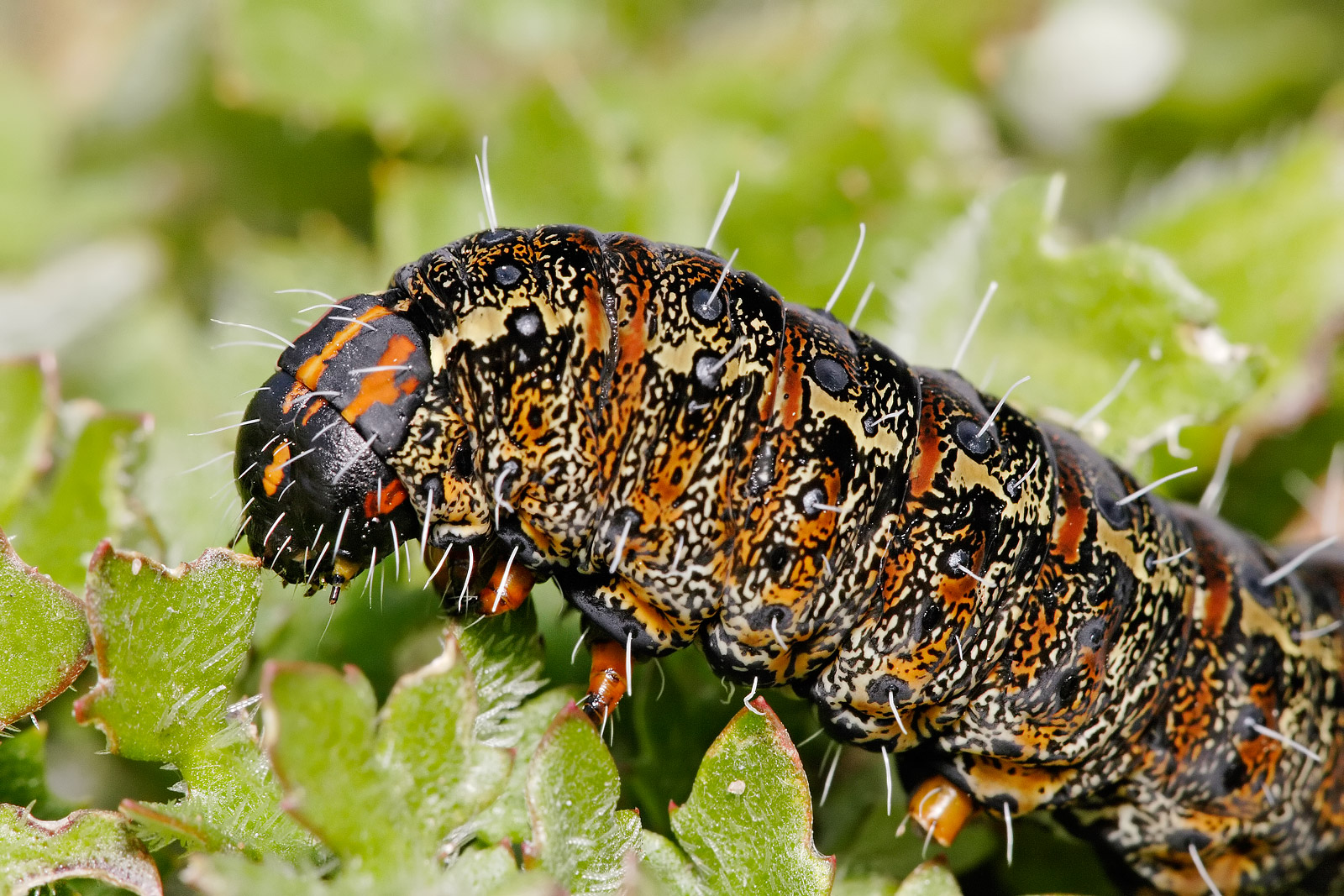
Detalle
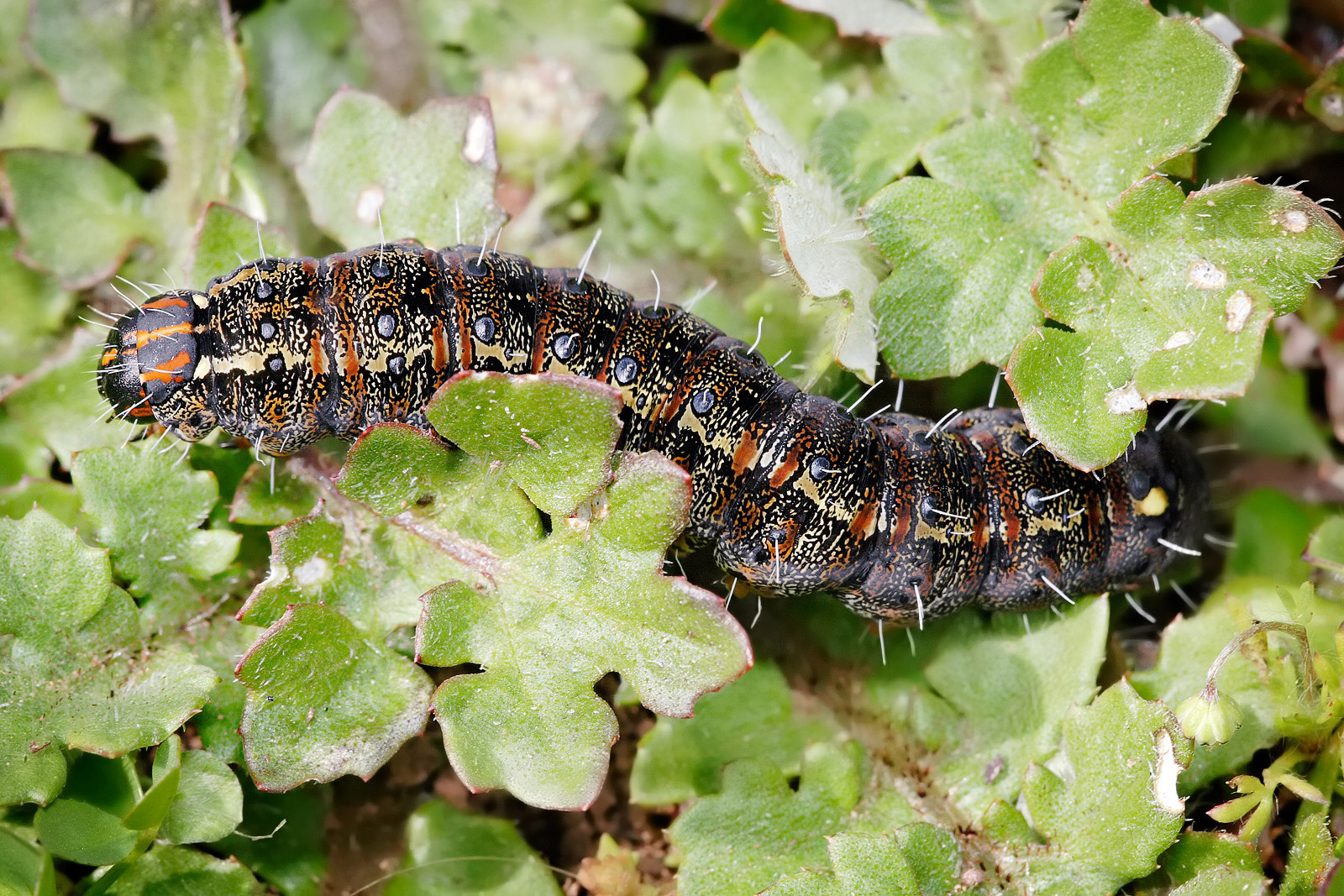
Oruga pastando
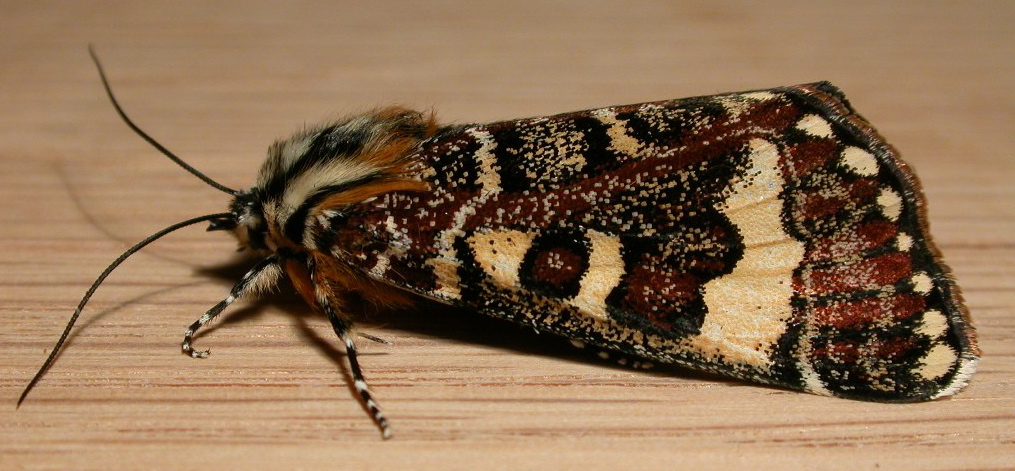
Adulto